# 愛知県立半田東高等学校
愛知県立半田東高等学校（あいちけんりつはんだひがしこうとうがっこう)は、愛知県半田市西生見町に所在する公立の高等学校。

## 設置学科
- 普通科
  - 教育コース

## 概要
1980年（昭和55年）、知多半島の政治・経済の中心である半田市北東部に開校した。文武両道を掲げている。部活動では県大会はもとより全国大会出場を果たす部もある。なお、半田東高校のある半田市亀崎地区は衣浦大橋を挟んで高浜市と隣接するが、高浜市から半田東高校へは学区外であり調整区域でもないため、進学は認められていない。

## 沿革
- 1980年（昭和55年）4月5日 - 第1回入学式挙行。
- 1982年（昭和57年）3月24日 - 天体ドーム竣工。
- 1991年（平成3年）12月24日 - 第1回オーストラリア体験旅行を実施。
- 2010年（平成22年）4月 - 冷暖房の設置。

## 基礎データ

### 校訓
「一心不乱」

### 教育目標
「知、徳、体の統一ある人間形成に努め、国家・社会・人類に寄与するすぐれた人材を育成する。」

### 制服
冬服
男子は、黒の詰襟学生服で、目立たないがセンターベントが入っている。女子は、えんじ色のネクタイに紺のブレザー。ベストの中間服がある。
夏服
男子は、白のカッターシャツ。女子は、白のセーラー服。共に半袖、長袖が、用意されている。

### 校章
未来へ向けて斬新、単純を旨とし、校名の「半田東高」の4文字を組み合わせた象徴的表現である。中央の円とそれを貫く一直線は、校訓の「一心不乱」を表す。

## 校風
かつては管理色の強い校風であったが時代の変化とともに校則も徐々に緩やかなものとなっていった。2007年（平成19年）度からは靴、鞄の自由化、女子の冬季セーター着用、ソックスの一部自由化（白、黒、紺、ライン、ワンポイント可）など制服以外華美でなければほとんどが自由となり過去の管理教育の面影は残っていない。
反面、進学指導に関しては保護者からも理解を得ていることから補習、宿題などが比較的多い学校として知られている。

## 学習
1年次より学習習熟度別クラス編成を行っている。入試後の春季休暇中に学力調査のため「オリエンテーションテスト」と呼ばれる筆記試験を行い成績優秀な生徒を特別なクラスに振り分け、他クラスより内容の濃い教育を受けさせている。また、1年次からの朝補修・土曜学習会がある。
2年次には、有志による学習合宿があり冬休みに美浜少年自然の家で3泊4日で30時間以上勉強をする。

## 校舎
屋上には、大型反射望遠鏡を納めた天体ドームがある。自然科学部（旧・地学部）が定期的に泊りがけで流星観測などを行ったり文化発表会の日などに一般開放されたりしている。 

## 学校行事

### オーストラリア体験旅行
毎年、教育コースの生徒をオーストラリア体験旅行に参加させている。教育コースに所属していない生徒は参加できない。地元のホストファミリーと過ごしたり、ホストスチューデントと一緒にハイスクールの授業を受けたりする。

### 一心祭
毎年行われる学園祭は校訓「一心不乱」から「一心祭」と名づけられ文化発表会、体育大会とで構成されている。文化発表会のメインイベントの合唱コンクールは1日目に予選、2日目に上位クラスによる決勝が行われている。また、体育大会では1・2年生は扇を手に「大江戸吹雪」を行っていた。この大江戸吹雪は現在は行われていない。一般開放はされておらず、卒業生または在校生の保護者しか入ることができない。

### 球技大会
夏季と冬季に行っている。3年生は夏季が最後の球技大会となっている。

## 部活動
1年次は、必ず部活動に所属しなければならない。過去に陸上部、柔道部、卓球部、バドミントン部、水泳部、囲碁・将棋部が全国大会出場を果たしている。

### 運動部
- 野球部
- サッカー部
- 陸上部
- テニス部
- ソフトテニス部
- 柔道部
- 剣道部
- バスケットボール部
- バレーボール部
- ハンドボール部
- 卓球部
- バドミントン部
- 水泳部

### 文化部
- 吹奏楽部
- 演劇部
- 自然科学部
- 茶華道部
- 美術部
- 囲碁・将棋部
- 家庭科部

### 同好会
- 文芸同好会

※ 過去にアカペラ同好会が存在した。

## 学校周辺

### 上池（かみいけ）
東高の敷地の南側には鴨など毎年数千羽の渡り鳥が越冬のため飛来する上池（かみいけ）及び七本木池（しちほんぎいけ）が隣接している。校歌の一部にもこの上池（かみいけ）のことが歌われている。また、学校行事の中で優秀な成績をおさめたクラスの生徒にはこの鴨にちなんだカモメダルが授与される。

## アクセス
- 東海旅客鉄道（JR東海）武豊線、亀崎駅から約1.3km、徒歩約17分（駅から自転車での通学も可）。半田市公共交通バスも利用できる。
- 名鉄河和線 知多半田駅より知多バスで約23分。
- 知多バス「生見町」バス停下車、徒歩で約4分または「日本福祉大学」バス停下車、徒歩で約4分。
- 半田市公共交通バス「日本福祉大学」バス停下車、徒歩で約4分または、校門前の「半田東高校」バス停下車、徒歩ですぐ。
- 知多半島道路 阿久比インターより車で約10分。

名鉄河和線の知多半田駅、住吉町駅、半田口駅、坂部駅などからの自転車通学者も多い。また、知多半田駅とJR武豊線 半田駅、もしくは名鉄河和線知多武豊駅とJR武豊線武豊駅を徒歩連絡し、武豊線に乗り換えて亀崎駅を利用する通学者もみられる。

## 出身者
- あかほりさとる（小説家・ライトノベル作家・脚本家・漫画原作者）
- 間瀬礼章（舞台俳優）
- 間瀬元朗（漫画家）
- La-Vie.（ロックバンド）
- 永井聖美（ボートレーサー）
- 川田祐（俳優・ヨーヨー世界チャンピオン）
- 新土居沙也加（元SKE48チームS）